# Pouligny-Saint-Martin
Pouligny-Saint-Martin là một xã ở tỉnh Indre khu vực trung bộ Pháp. Xã này có diện tích 15,66 km², dân số thời điểm năm 1999 là 254 người. Khu vực này có độ cao trung bình 290 mét trên mực nước biển.